# Trichoniscus stoevi
Trichoniscus stoevi är en kräftdjursart som beskrevs av Mikhail P. Andreev 2002. Trichoniscus stoevi ingår i släktet Trichoniscus och familjen Trichoniscidae. Inga underarter finns listade i Catalogue of Life.